# 木卫二成像系统
木卫二成像系统(EIS)是计划中的欧罗巴快船任务上一套可见光广角和窄角相机，它将以50米(160英尺)的分辨率绘制木卫二大部分地区地图，并将以高达0.5米的分辨率提供选定区域表面的图像。
木卫二成像系统将提供全面的数据集，包括制图和三维地质图、区域和高分辨率数字地形图、地理信息系统数据产品、颜色和光度数据产品、与雷达测高相关的测量控制网以及喷流搜索观测数据库。 

## 概述
木卫二成像系统组合了一台窄角像机(NAC)和一台广角像机(WAC)，旨在解决目标侦察。两台相机均在可见光(390至700纳米)上工作，并利用推扫式扫描仪通过光谱传感器获取图像。
首席研究员为“伊丽莎白·图特”(Elizabeth Turtle)。

## 探测目标
木卫二成像系统设备的探测目标是： 
 
- 通过测定冰壳厚度并将表面特征与探冰雷达探测到的地下结构相关联，来描述冰壳的特性。
- 通过描述内生结构、表面单元、全球交叉关系以及与木卫二地下结构的关系，并通过寻找近期活动(包括潜在羽流)的证据，揭示表面特征的形成过程和当前潜要活动限制因素。
- 通过测定未来欧罗巴着陆器要降落区域地表的性质来描述具有科学说服力的着陆地点及风险。

## 常规说明
窄角相机(NAC)
窄角相机可提供分辨率非常高的立体侦测图，从50公里高度以0.5米像素的比例生成2公里宽的条带图。其观测还包括：木卫二近全球(>95%)地图(≤50米/像素)；区域和高分辨率立体成像(像素<1 米)，以及用于羽流搜索的高相位角观测。它还将执行高相位角观测以搜索潜在的羽流，甚至在探测器远离木卫二时。 
 
广角相机(WAC)
广角相机将获得立体侦测图像，从50公里高度生成具有32米空间比例尺和4米垂直精度的数字地形模型。
 